# Habřina
Habřina – gmina w Czechach, w powiecie Hradec Králové, w kraju hradeckim. Według danych z dnia 1 stycznia 2013 liczyła 289 mieszkańców.
W pobliżu wsi znajduje się kościół św. Wacława na Chloumku oraz zamek Rotemberk.